# Милунка Лазаревић
Милунка Лазаревић (Шантаровац, 3. децембар 1932 — Београд, 15. децембар 2018) била је српска шахисткиња и новинар. Дуги низ година, била је најистакнутија шахисткиња Југославије.

## Кратка биографија
Почела је да учи шах од свог оца Душана Лазаревића, од кога је пореклом потицала од племена Васојевића из Црне Горе и од кога је наследила Крсну Славу Пренос моштију Светог Александра Невског (12. септембар), инспирисана животом Душановог оца Драгомира Лазаревића који је преживео и препешачио Албанску Голготу бранећи своју Отаџбину у оба Светска Рата, већ од детињства стекла је дух неумољивог ратника на 64 поља. Са четрнаест година и убрзо је постала призната као шаховски таленат. Брзо је напредовала и постала водећа шахисткиња Југославије. Победила је на националном првенству једанаест пута у периоду између 1952. и 1982. Главни ривал јој је у том периоду била земљакиња Вера Недељковић, која је уз њу била редовно добро рангирана, како у домаћој, тако и у међународној конкуренцији. Њен стил игре је био узбудљив и маштовит, али постоје случајеви када је такав стил игре узроковао превид позиције, посебно против слабијих играча. Према речима Ане Сунукс, то ју је често коштало освајања прве награде на турнирима.
Преминула је 15. децембра 2018. године у Београду од последица рака плућа. Сахрањена је 18. децембра 2018. године у Алеји Заслужних грађана на Новом гробљу у Београду. Иза ње је остао син Радамес и седморо унучади: Матија, Димитриј, Исидора, Данило, Мариса, Михаел и Павел Куленовић, за које је често говорила да су јој веће богатство од свих медаља и признања икада освојених. Такође треба напоменути да је Милунка заслужна за то што нико од чланова породице никада није приступио комунистичкој партији и да је цео живот трпела прогоне и понижавања од стране припадника партије. Што је све до последњег издржала стоички, како је она говорила "Не продајући Веру за вечеру!".

## Резултати
Међу њеним најзначајнијим раним резултатима су освојена места на четири турнира: поделила је треће место на турниру у Херцег Новом 1954, затим друго у Венецији 1957, прво у Врњачкој Бањи 1960. и треће у Бад Нојенару 1963. Њен најбољи резултат је нерешена партија за прво место на турниру кандидата за светско првенство у Сухумију 1964. Била је неуспешна у плеј-офу са Алом Кушнир и Татјаном Затуловскајом, те је пропустила прилику да изазове Нону Гаприндашвили на Светском првенству за жене 1965.
У касније најзначајније резултате се убрајају: удео у другом место на међузонском турниру у Охриду 1971. (после Нане Александрије), такође удео у првом месту у Вијк Ан Зију (Холандија), у Београду и Емену (1972. године) и зонски турнир и Травнику 1978. У тимском шаху, она се такмичила за Југославију на неколико женских шаховских олимпијада између 1963-84, освојивши сребрну екипну медаљу у Сплиту 1963.
Сунук ју је описала као атрактивну црвенокосу, Лазаревићева је провела дуги низ година радећи као новинар и писала је чланке о Гарију Каспарову и Борису Спаском за часопис „Ново у шаху“ (енгл. New In Chess). Док је већи део њене активне игре био 1980-их, она се касније није потпуно повукла из игре, учествујући на турнирима у више наврата у 2006. и 2008.
Лазаревићева је била квалификована као женски интернационални мајстор од 1954, а велемајстор од 1976. Поред тога, она је добила титулу Међународног шаховског судије 1970.